# Kisgyőr
Kisgyőr là một thị trấn thuộc hạt Borsod-Abaúj-Zemplén, Hungary. Thị trấn này có diện tích 71,13 km², dân số năm 2010 là 1691 người, mật độ 24 người/km².